# L'Avocat du diable (roman)
Pour les articles homonymes, voir L'Avocat du diable.
L'Avocat du diable (The Devil's Advocate) est un roman de l'écrivain australien Morris West, paru à New York en 1959.
Le roman est traduit en français chez Plon en 1960. En 1961, il est adapté au théâtre par Dore Schary et connaît 116 représentations sur Broadway. La version française de la pièce, signée Thierry Maulnier et Pierre Sabatier, est jouée au théâtre Montansier en 1979. Le roman est également adapté au cinéma en 1977 par Guy Green, avec John Mills, Paola Pitagora et Stéphane Audran.

## Résumé
Le cardinal Marotta demande à Mgr Meredith, qui a passé sa vie dans les bureaux du Vatican et est atteint d'un cancer, d'aller enquêter dans le village de Gemello Minore, en Calabre, aux fins de déterminer si le cas de Giacomo Nerone peut faire l'objet d'un procès en béatification. Mais Mgr Meredith y fera des découvertes qui remettront en cause sa foi...
Mgr Blaise Meredith, un prêtre anglais que les médecins ont condamné (il est atteint d'un cancer), est envoyé par le Vatican dans un petit village de Calabre pour enquêter sur la vie de Giacomo Nerone, un homme qui y a vécu et que l'on tient pour un saint. Le Cardinal Marotta l'a choisi pour cette tâche parce qu'il voulait quelqu'un d'instruit et de consciencieux, quelqu'un qui manquerait peut-être de charité, mais pas de rigueur dans son travail. Les habitants du village de Gemello Maggiore sont très favorables au  culte de Nerone parce qu'il ferait connaitre la région.
Meredith découvre qu'en réalité Nerone était un déserteur de l'armée britannique, qu'il a eu un fils illégitime d'une femme du coin, et qu'il a été exécuté par des partisans communistes vers la fin de la Seconde Guerre mondiale, sa mémoire n'en est pas moins vénérée dans ce petit village.

## Liste des principaux personnages
- Mgr Blaise Meredith : anglais, évêque à la Congrégation des Rites, Vatican
- Aldo Meyer : Juif, médecin à Gemello Minore, Calabre
- S.E. Eugenio Marotta : cardinal, supérieur de Mgr Meredith
- S.E. Aurelio : évêque de Valenta, Calabre
- Père Anselmo : prêtre, curé de Gemello Minore
- Anne-Louise de Sanctis : comtesse, propriétaire terrienne à Gemello Minore
- Nicholas Black : peintre
- Giacomo Nerone : peut-être futur saint

## Éditions françaises
- Plon, coll. Feux croisés, 1960
- Le Livre de poche no 1046-1047, 1963
- Presses de la Cité, Super no 133, 1967 (édition illustrée)
- Éditions Rencontre, 1970
- Éditions Famot, coll. Les Grands romans contemporains, 1974
- Presses Pocket no 1533, 1978  (ISBN 2-266-00427-1)
- Le Livre de poche no 14329, 1997  (ISBN 2-253-14329-4)

## Adaptations

### Au théâtre
- 1961 : The Devil's Advocate, écrit, mis en scène et produit par Dore Schary, d'après le roman éponyme de Morris West, sur Broadway, avec Leo Genn, Sam Levene et Olive Deering
- 1979 : L'Avocat du diable de Dore Schary, version française de Thierry Maulnier et Pierre Sabatier au théâtre Montansier (texte publié dans  L'Avant-scène. Théâtre. no 652, 15 juin 1979)

### Au cinéma
- 1977 : L'Avocat du diable (Des Teufels Advokat), film allemand tourné en anglais et réalisé par Guy Green, avec John Mills, Paola Pitagora et Stéphane Audran